# Gloria Vanique
Gloria Cristina de Mattos Vanique Costa (Rio de Janeiro, 29 de janeiro de 1977) é uma jornalista, repórter, editora, apresentadora e palestrante brasileira.

## Biografia
Gloria Vanique nasceu no Rio de Janeiro, onde passou a infância e parte da adolescência. Aos 15 anos, se mudou com a família para a cidade de São Carlos, no interior do estado de São Paulo, onde morou por quase 3 anos. Vanique formou-se em Jornalismo em 1998 pela Unesp em Bauru. Já no primeiro ano de faculdade, concluiu o curso de radialismo e locução no SENAC e passou a estagiar na Rádio Clube de Bauru. O estágio se converteu em seu primeiro emprego.
Após quase um ano atuando como produtora e locutora, teve seu primeiro contato com a TV quando trocou de emprego e trabalhou em uma produtora de vídeo da cidade. Durante esta época, atuou em propagandas para as emissoras de TV locais como locutora e apresentadora. No último ano de faculdade, em 1998, passou em um teste para apresentadora de telejornal na TV São Paulo Centro, na época, afiliada à Rede Bandeirantes, onde trabalhou por menos de um ano como âncora e editora do telejornal da hora do almoço.
No fim do mesmo ano, recebeu um convite da TV Modelo (hoje TV TEM), afiliada da TV Globo em Bauru, para ancorar a edição local do SPTV ao meio-dia. Durante seu período na emissora, atuou como apresentadora, editora de texto e repórter em telejornais locais e de rede nacional. 
Em 2000, se mudou para a cidade de Ribeirão Preto, a convite de outra afiliada da rede, a EPTV. Meses depois, mudou-se novamente de cidade e de emissora no fim do ano, desta vez para trabalhar na TV Vanguarda, afiliada da TV Globo em São José dos Campos. Durante cinco anos, foi âncora e editora dos telejornais locais e repórter, sendo premiada por séries especiais de reportagem. Lá, implementou e passou a apresentar o Bom Dia Vanguarda, primeiro telejornal local de uma afiliada da rede no interior no horário do Bom Dia São Paulo.
A mudança para São Paulo deu-se em 2005, quando recebeu o convite para ser âncora do Jornal 21, na Rede 21, do Grupo Bandeirantes. Pouco tempo depois de ser contratada, o canal mudou de nome para Play TV e o jornal voltou a assumir o nome antigo: Jornal 10, a partir daí ela assumiu também as funções de editora-chefe e chefe de redação.
Em 2007 voltou à TV Globo, desta vez como repórter da rede na capital paulista. Durante anos foi repórter dos principais telejornais da emissora e participou de grandes coberturas como a do acidente do avião da TAM em 2007, o caso Isabella Nardoni, e o caso Eloá. Em 2009, Gloria Vanique ganhou novo destaque na TV Globo ao comandar o projeto Rios de São Paulo (Flutuador), onde navegou e acompanhou o Rio Tietê desde a sua nascente em Salesópolis até a cidade de Barra Bonita, para mostrar o processo de degradação do rio com a poluição de dejetos até o início do processo de despoluição natural ao longo de seu curso. O projeto recebeu prêmios e foi nacionalmente reconhecido. Em 2011, Gloria refez todo o trajeto para mostrar o que mudou ao longo de dois anos, desde a primeira navegação do projeto.
Em 2013, Gloria Vanique assumiu como âncora o telejornal matutino Bom Dia São Paulo, ao lado do também jornalista Rodrigo Bocardi. Com seu jeito leve, ajudou a construir um jornalismo descontraído, moderno e de credibilidade, que se tornou referência para outros telejornais. Também passou a ser apresentadora substituta do SPTV e do Bom Dia Brasil, em São Paulo, além de ancorar sozinha o Bom Dia na ausência de Bocardi.
Em 2020, após 13 anos na TV Globo, pediu demissão da emissora e passou a integrar o time de jornalistas da CNN Brasil. Durante sua passagem pela emissora, foi âncora do telejornal CNN 360°, ao lado de Daniela Lima. Apresentou também programas especiais sobre saúde e educação e fez grandes coberturas como a das Eleições Americanas de 2020, a pandemia de Covid-19, as Eleições Municipais no Brasil em 2020 e a Guerra na Ucrânia. Foi âncora também do Jornal da CNN, principal telejornal da emissora, substituindo aos finais de semana o jornalusta William Waack, além de ser substituta eventual de Márcio Gomes, no CNN Prime Time.

Em 2021, Gloria ganhou o Prêmio ABMES de Jornalismo pela série de reportagens sobre Economia Digital. No mesmo ano, foi enviada como correspondente para acompanhar a visita do então presidente Jair Bolsonaro aos Emirados Árabes Unidos. Durante a viagem, também cobriu a Expo Dubai, maior feira mundial de inovação, e a Dubai Air Show, maior feira mundial de aviação. Em 2022, foi convidada para integrar o núcleo de entretenimento da CNN Brasil, o CNN Brasil Soft. Passou a apresentar e narrar documentários além de assumir como âncora o programa semanal de entrevistas CNN Nosso Mundo, com temas de relevância para a sociedade.

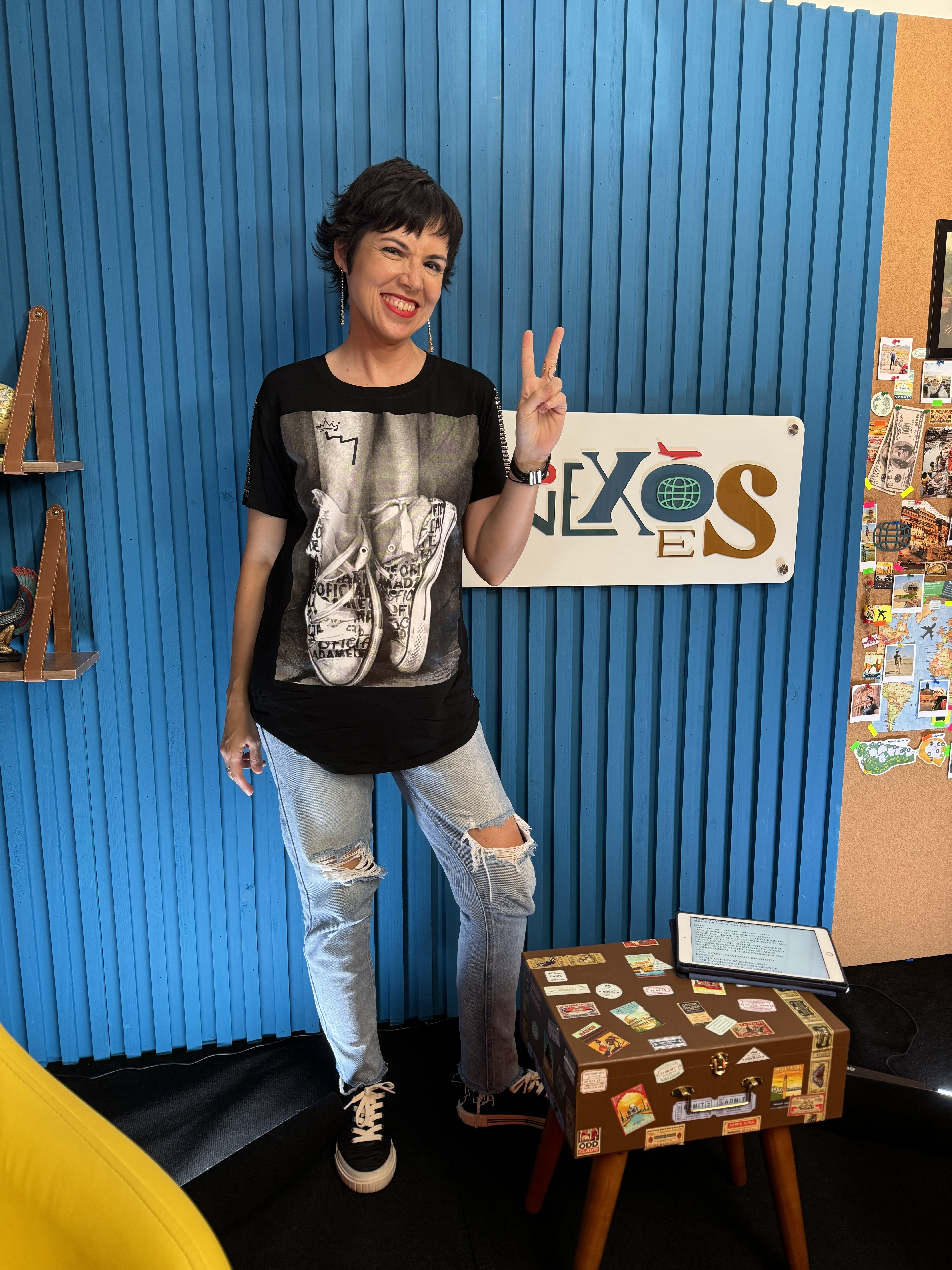
Gloria Vanique no estúdio do videocast Conexões - 2024

No fim de 2022, Gloria Vanique se desligou da CNN Brasil para se lançar em um novo momento da carreira. Com quase 30 anos de experiência como jornalista, tornou-se uma palestrante de referência no mercado nacional com conteúdos voltados ao desenvolvimento humano e posicionamento. Em 2023, estreou no YouTube o programa Conexões, uma parceria com o Grupo Flow. O programa de entrevistas leva convidados dos mais variados: artistas, esportistas, jornalistas ou viajantes nômades que, de forma leve e descontraída, contam suas histórias de vida em viagens.
Em 2024 recebeu o Prêmio SP+ Digital, da SPTuris, pela sua atuação nas mídias digitais.

## Vida pessoal
Gloria Vanique é casada com Nils Bergqvist e tem um filho, Benjamin.

## Filmografia
| Ano     | Nome              | Função        | Emissora           |
| ------- | ----------------- | ------------- | ------------------ |
| 1998–00 | SPTV              | Repórter      | TV Modelo          |
| 2000    | Jornal da EPTV    | Repórter      | EPTV Ribeirão      |
| 2000–05 | Bom Dia Vanguarda | Apresentadora | Rede Vanguarda     |
| 2005–06 | Jornal 21         | Apresentadora | Rede 21            |
| 2006–07 | Jornal 10         | Apresentadora | Play TV            |
| 2007–13 | SPTV              | Repórter      | TV Globo São Paulo |
| 2009–13 | Radar SP          | Repórter      | TV Globo São Paulo |
| 2013–20 | Bom Dia São Paulo | Apresentadora | TV Globo São Paulo |
| 2020–22 | CNN 360°          | Apresentadora | CNN Brasil         |
| 2022    | CNN Nosso Mundo   | Apresentadora | CNN Brasil         |